# École nationale supérieure de l'aéronautique et de l'espace

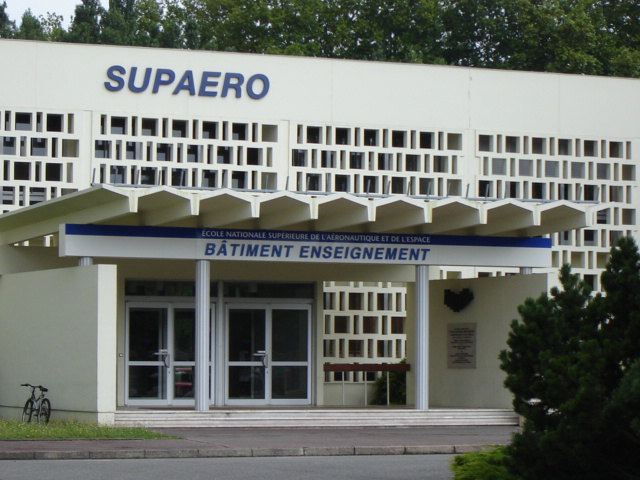
Escuela SUPAERO

La Escuela Nacional Superior de Aeronáutica y del Espacio, más conocida por las siglas SUPAERO, es una escuela formadora de ingenieros. Su programa, de tres años, cubre un conjunto de disciplinas generales que sirven como base para la formación ingenieril, apoyándose en la aeronáutica y cosmología. En el mundo, SUPAERO es conocida como la mejor escuela de aeronáutica francesa y como una de las mejores formaciones de aeronáutica de Europa. En el año 2007 se fusiona con ENSICA para formar el Institut Supérieur de l'Aéronautique et de l'Espace, conocido como ISAE SUPAERO.
SUPAERO forma parte de las cinco escuelas de ingenieros más demandadas entre los estudiantes que realizan las clases preparatorias (con el EP, ENSMP, ENCP y ECP).[cita requerida]
En calidad de escuela generalista, SUPAERO propone estudios en una gran diversidad de disciplinas de la ingeniería, además de en otros campos, tales como la economía y las finanzas. Adicionalmente, cuenta con un departamento de cultura, cuyo objetivo es dotar a los alumnos de un buen nivel cultural e intelectual.

## Historia
En 1909, un oficial de ingeniería, el coronel Jean-Baptiste Roche, imaginando las necesidades y viendo la ampliación que había sufrido la industria aeronáutica en el mundo, funda en París la Escuela superior de aeronáutica y de construcciones mecánicas. Ésta se convierte en escuela nacional en 1930 y toma el nombre de École nationale supérieure de l'aéronautique(Escuela nacional superior de aeronáutica o SUPAERO). Más tarde, en el año 1972 se denomina École nationale supérieure de l'aéronautique et de l'espace (Escuela nacional superior de aeronáutica y del espacio).
En 1930, la escuela se instala en nuevos edificios, en la Cité de l'Air (ciudad del aire), construidos en el Boulevard Victor en París, donde será posteriormente acogida en 1970 la ENSTA (Escuela nacional superior de técnicas avanzadas).
Desde 1968, SUPAERO se instala en el complejo aeroespacial de Toulouse, Lespinet, en el corazón de un núcleo científico e industrial de tamaño europeo. En estas fechas se crean laboratorios de investigación en este mismo emplazamiento y se agrupan con el nombre de Centre d'études et de recherche de Toulouse (CERT). Este centro, se convierte en el centro de Toulouse de ONERA (Office national d'études et de recherches aérospatiales). En esta oficina se efectúan investigaciones orientadas por y para las industrias aeronáuticas, espaciales y de defensa.
En 1994, SUPAERO se transforma en un establecimiento público de carácter administrativo bajo la tutela del ministerio de defensa y dotado de un consejo de administración.
SUPAERO es una escuela de aplicación de la École polytechnique y está habilitada a conceder el diploma de doctor de la escuela nacional superior de aeronáutica y del espacio.

## Algunos exalumnos célebres
- Raoul Badin 1910, inventor de un indicador de velocidad de un avión.
- Henry Potez 1911, constructor de aviones.
- Marcel Dassault 1913, constructor de aviones, fundador de Dassault Aviation.
- Mijaíl Iósifovich Gurévich 1913, constructor de aviones, fundador de MIG.
- Maurice Hurel 1921, constructor de aviones.
- René Couzinet 1925, constructor de aviones.
- Henri Ziegler 1931, antiguo director de la Bréguet y de la Aérospatiale.
- Pierre-Henri Satre 1934, padre de la Caravelle.
- François Hussenot 1935, inventor de la «caja negra».
- Serge Dassault (X 1946) 1951, industrial, senador, propietario de periódicos, hijo de Marcel Dassault (1913).
- Frédéric d'Allest (X 1961) 1966, antiguo director general de CNES, primer presidente de Arianespace.
- Alexis Kniazeff 1966, presidente fundador de Altran Technologies.
- Jean Laurent 1967, presidente de Crédit Agricole y de Crédit Lyonnais.
- Bernard Ramanantsoa 1971, director general de HEC.
- Charles Champion 1978, antiguo director del programa Airbus A380, jefe de operaciones de Airbus.
- Jean-François Clervoy (X 1978) 1983, astronauta.

## Emprendimiento
Con el fin de sensibilizar a sus alumnos y permitir a quienes lo deseen desarrollar sus competencias empresariales, el ISAE-SUPAERO ha puesto en marcha diversos mecanismos de apoyo al emprendimiento, entre los que se encuentran una incubadora, un servicio de innovación y emprendimiento y una asociación de estudiantes "ISAE-SUPAERO Entrepreneurs".
De esta formación empresarial han surgido jóvenes empresas de diversos sectores:
- Dreem, una empresa de neurociencias dedicada a la mejora de la calidad del sueño,
- Donecle, fabricante de vehículo aéreo no tripulado (VANT) autónomo de inspección de aeronaves,
- Wingly, una plataforma de coavionaje,
- Solen, una empresa especializada en el cálculo de la luz y el sol.